# قيادة القصف الشامل في سلاح الجو
قيادة القصف الشامل في سلاح الجو (بالإنجليزية: Air Force Global Strike Command)‏ وتختصر بـ"AFGSC" ، وهي مقر للقواعد العسكرية الأمريكية لتكنولوجيا الحرب الالكترونية الأمريكية، وتقع مقرها الرئيسي في لوزيرن الأمريكية، وكانت مهمتها البحث عن مصدر إطلاق الصواريخ وتصوير المنظر الجوي وكشف الضربة النووية في أماكن تجريبية حول العالم.

## وصلات خارجية
- الموقع الرسمي
- Reinvigorating the Air Force Nuclear Enterprise, Headquarters United States Air Force
- "Air Force Global Strike Command activated" - جلوبال سيكيوريتي دوت أورج